# Saint-Merd-les-Oussines
Saint-Merd-les-Oussines – miejscowość i gmina we Francji, w regionie Nowa Akwitania, w departamencie Corrèze. Nazwa miejscowości pochodzi od imienia św. Medarda
Według danych na rok 1990 gminę zamieszkiwało 114 osób, a gęstość zaludnienia wynosiła 3 osoby/km² (wśród 747 gmin Limousin Saint-Merd-les-Oussines plasuje się na 500. miejscu pod względem liczby ludności, natomiast pod względem powierzchni na miejscu 94.).